# Daniel Šarić
Daniel Šarić (Rijeka, 4 de agosto de 1972) é um ex-futebolista profissional croata, defensor retirado.

## Carreira no clube
Nascido em Rijeka, Šarić começou sua carreira profissional no clube local NK Rijeka em 1989. Em 1993, ele se transferiu para o clube espanhol Sporting de Gijón e subsequentemente retornou à Croácia ao assinar com o Dinamo Zagreb em 1995. Após cinco anos no Dinamo, ele se transferiu novamente para o exterior ao assinar com o clube grego Panathinaikos para a temporada 2000-01. Ele permaneceu no Panathinaikos até o verão de 2003 e depois retornou à sua cidade natal ao assinar um contrato de quatro anos com o NK Rijeka. Ele se aposentou em julho de 2007 após o término do contrato.

## Carreira internacional
Šarić também foi quase um membro regular da seleção nacional da Croácia entre 1997 e 2002. Ele estreou pela Croácia em outubro de 1997 em uma partida de qualificação para a Copa do Mundo de 1998 fora de casa contra a Eslovênia e conquistou um total de 30 partidas, sem marcar gols.[carece de fontes?] Seu único grande torneio foi a Copa do Mundo FIFA de 2002, onde ele participou de todas as três partidas da fase de grupos da seleção croata e foi titular em duas delas. Sua última partida internacional foi uma partida de qualificação para a Euro 2004, em setembro de 2002, contra a Estônia.

## Estatísticas

### No clube
| Desempenho no clube | Desempenho no clube | Desempenho no clube             | Liga     | Liga | Copa           | Copa           | Copa da Liga         | Copa da Liga         | Continental | Continental | Total    | Total |
| Temporada           | Clube               | Liga                            | Partidas | Gols | Partidas       | Gols           | Partidas             | Gols                 | Partidas    | Gols        | Partidas | Gols  |
| Iugoslávia          | Iugoslávia          | Iugoslávia                      | Liga     | Liga | Copa Iugoslava | Copa Iugoslava | Copa da Liga         | Copa da Liga         | Europa      | Europa      | Total    | Total |
| ------------------- | ------------------- | ------------------------------- | -------- | ---- | -------------- | -------------- | -------------------- | -------------------- | ----------- | ----------- | -------- | ----- |
| 1989–90             | NK Rijeka           | Campeonato Iugoslavo de Futebol | 1        | 0    | 0              | 0              | –                    | –                    | –           | –           | 1        | 0     |
| 1990–91             | NK Rijeka           | Campeonato Iugoslavo de Futebol | 3        | 0    | 1              | 0              | –                    | –                    | –           | –           | 4        | 0     |
| Croácia             | Croácia             | Croácia                         | Liga     | Liga | Copa Croata    | Copa Croata    | Supercopa Croata     | Supercopa Croata     | Europa      | Europa      | Total    | Total |
| 1992                | HNK Rijeka          | Prva HNL                        | 18       | 2    | 4              | 0              | –                    | –                    | –           | –           | 22       | 2     |
| 1992–93             | HNK Rijeka          | Prva HNL                        | 27       | 6    | 4              | 2              | –                    | –                    | –           | –           | 31       | 8     |
| 1993–94             | HNK Rijeka          | Prva HNL                        | 4        | 0    | 1              | 0              | –                    | –                    | –           | –           | 5        | 0     |
| Espanha             | Espanha             | Espanha                         | Liga     | Liga | Copa del Rey   | Copa del Rey   | Supercopa da Espanha | Supercopa da Espanha | Europa      | Europa      | Total    | Total |
| 1993–94             | Sporting de Gijón   | La Liga                         | 22       | 2    | 1              | 0              | –                    | –                    | –           | –           | 23       | 2     |
| 1994–95             | Sporting de Gijón   | La Liga                         | 11       | 1    | 4              | 0              | –                    | –                    | –           | –           | 15       | 1     |
| Croácia             | Croácia             | Croácia                         | Liga     | Liga | Copa Croata    | Copa Croata    | Supercopa Croata     | Supercopa Croata     | Europa      | Europa      | Total    | Total |
| 1995–96             | Croatia Zagreb      | Prva HNL                        | 4        | 0    | 3              | 0              | –                    | –                    | 0           | 0           | 7        | 0     |
| 1996–97             | Croatia Zagreb      | Prva HNL                        | 21       | 2    | 4              | 1              | –                    | –                    | 4           | 2           | 29       | 5     |
| 1997–98             | Croatia Zagreb      | Prva HNL                        | 23       | 5    | 5              | 0              | –                    | –                    | 10          | 1           | 38       | 6     |
| 1998–99             | Croatia Zagreb      | Prva HNL                        | 26       | 1    | 1              | 0              | –                    | –                    | 6           | 0           | 33       | 1     |
| 1999–00             | Croatia Zagreb      | Prva HNL                        | 28       | 1    | 6              | 0              | –                    | –                    | 7           | 0           | 41       | 1     |
| Grécia              | Grécia              | Grécia                          | Liga     | Liga | Copa Grega     | Copa Grega     | Supercopa Grega      | Supercopa Grega      | Europa      | Europa      | Total    | Total |
| 2000–01             | Panathinaikos       | Alpha Ethniki                   | 19       | 0    | –              | –              | –                    | –                    | 6           | 0           | 25       | 0     |
| 2001–02             | Panathinaikos       | Alpha Ethniki                   | 13       | 1    | –              | –              | –                    | –                    | 10          | 0           | 23       | 1     |
| 2002–03             | Panathinaikos       | Alpha Ethniki                   | 11       | 0    | –              | –              | –                    | –                    | 2           | 0           | 13       | 0     |
| Croácia             | Croácia             | Croácia                         | Liga     | Liga | Copa Croata    | Copa Croata    | Supercopa Croata     | Supercopa Croata     | Europa      | Europa      | Total    | Total |
| 2003–04             | HNK Rijeka          | Prva HNL                        | 24       | 0    | 6              | 0              | –                    | –                    | –           | –           | 30       | 0     |
| 2004–05             | HNK Rijeka          | Prva HNL                        | 21       | 1    | 3              | 0              | –                    | –                    | 2           | 0           | 26       | 1     |
| 2005–06             | HNK Rijeka          | Prva HNL                        | 28       | 0    | 7              | 0              | 1                    | 0                    | 2           | 0           | 38       | 0     |
| 2006–07             | HNK Rijeka          | Prva HNL                        | 23       | 0    | 5              | 0              | 1                    | 0                    | 1           | 0           | 30       | 0     |
| Total               | Rijeka              | Rijeka                          | 149      | 8    | 31             | 2              | 2                    | 0                    | 5           | 0           | 187      | 10    |
| Total               | Sporting de Gijón   | Sporting de Gijón               | 33       | 3    | 5              | 0              | 0                    | 0                    | 0           | 0           | 38       | 3     |
| Total               | Croatia Zagreb      | Croatia Zagreb                  | 102      | 9    | 19             | 1              | 0                    | 0                    | 27          | 3           | 148      | 13    |
| Total               | Panathinaikos       | Panathinaikos                   | 43       | 1    | 0              | 0              | 0                    | 0                    | 18          | 0           | 61       | 1     |
| Total na carreira   | Total na carreira   | Total na carreira               | 327      | 22   | 55             | 3              | 2                    | 0                    | 50          | 3           | 431      | 28    |

### Internacional
| Seleção Nacional da Croácia | Seleção Nacional da Croácia | Seleção Nacional da Croácia |
| Ano                         | Partidas                    | Gols                        |
| --------------------------- | --------------------------- | --------------------------- |
| 1997                        | 3                           | 0                           |
| 1998                        | 2                           | 0                           |
| 1999                        | 8                           | 0                           |
| 2000                        | 5                           | 0                           |
| 2001                        | 6                           | 0                           |
| 2002                        | 6                           | 0                           |
| Total                       | 30                          | 0                           |